# EPrix van Jeddah 2025
De ePrix van Jeddah 2025 werd gehouden over twee races op 14 en 15 februari 2025 op het Jeddah Corniche Circuit. Dit waren de derde en vierde races van het Formule E-seizoen 2024-2025. Het was de eerste keer dat er een ePrix in Jeddah plaatsvond, nadat vorige races in Saoedi-Arabië in Ad Diriyah gehouden werden.
De eerste race werd gewonnen door DS-coureur Maximilian Günther, die vanaf pole position zijn eerste zege van het seizoen behaalde. Oliver Rowland, die voor Nissan reed, werd in de voorlaatste bocht van de race ingehaald door Günther en eindigde uiteindelijk als tweede, terwijl McLaren-rijder Taylor Barnard derde werd.
De tweede race werd gewonnen door Rowland, die de eerste meervoudige winnaar van het seizoen werd. Barnard werd vanaf pole position tweede, terwijl Maserati-rijder Jake Hughes zijn eerste podiumfinish van het seizoen behaalde op de derde plaats.

## Race 1

### Kwalificatie

#### Groepsfase
De top vier uit iedere groep kwalificeerde zich voor de knockoutfase.
Groep A
| Pos | No | Coureur                | Team             | Tijd     |
| --- | -- | ---------------------- | ---------------- | -------- |
| 1   | 5  | Taylor Barnard         | McLaren-Nissan   | 1:17.429 |
| 2   | 7  | Maximilian Günther     | DS               | 1:17.491 |
| 3   | 21 | Nyck de Vries          | Mahindra         | 1:17.492 |
| 4   | 9  | Mitch Evans            | Jaguar           | 1:17.507 |
| 5   | 37 | Nick Cassidy           | Jaguar           | 1:17.663 |
| 6   | 8  | Sam Bird               | McLaren-Nissan   | 1:17.751 |
| 7   | 13 | António Félix da Costa | Porsche          | 1:17.774 |
| 8   | 51 | Nico Müller            | Andretti-Porsche | 1:17.855 |
| 9   | 16 | Sébastien Buemi        | Envision-Jaguar  | 1:17.993 |
| 10  | 11 | Lucas di Grassi        | Lola-Yamaha-ABT  | 1:18.351 |
| 11  | 4  | Robin Frijns           | Envision-Jaguar  | 1:18.404 |

Groep B
| Pos | No | Coureur           | Team               | Tijd      |
| --- | -- | ----------------- | ------------------ | --------- |
| 1   | 23 | Oliver Rowland    | Nissan             | 1:17.182  |
| 2   | 55 | Jake Hughes       | Maserati           | 1:17.456  |
| 3   | 1  | Pascal Wehrlein   | Porsche            | 1:17.494  |
| 4   | 33 | Dan Ticktum       | Cupra Kiro-Porsche | 1:17.506  |
| 5   | 25 | Jean-Éric Vergne  | DS                 | 1:17.549  |
| 6   | 17 | Norman Nato       | Nissan             | 1:17.670  |
| 7   | 2  | Stoffel Vandoorne | Maserati           | 1:17.736  |
| 8   | 27 | Jake Dennis       | Andretti-Porsche   | 1:17.775  |
| 9   | 3  | David Beckmann    | Cupra Kiro-Porsche | 1:17.801  |
| 10  | 22 | Zane Maloney      | Lola-Yamaha-ABT    | 1:17.998  |
| 11  | 48 | Edoardo Mortara   | Mahindra           | Geen tijd |

#### Knockoutfase
De combinatie letter/cijfer staat voor de groep waarin de betreffende coureur uitkwam en de positie die hij in deze groep behaalde.
|  | Kwartfinale        | Kwartfinale     |                    |           | Halve finale | Halve finale |  |  | Finale | Finale |
|  |                    |                 |                    |           |              |              |  |  |        |        |
|  |                    |                 |                    |           |              |              |  |  |        |        |
|  | A3-A2              |                 |                    |           |              |              |  |  |        |        |
|  |                    |                 |                    |           |              |              |  |  |        |        |
|  | Nyck de Vries      | 1:16.216        |                    |           |              |              |  |  |        |        |
|  | Nyck de Vries      | 1:16.216        | K1-K2              |           |              |              |  |  |        |        |
|  | Maximilian Günther | 1:15.472        |                    |           |              |              |  |  |        |        |
|  | Maximilian Günther | 1:15.472        | Maximilian Günther | 1:15.219  |              |              |  |  |        |        |
|  | A4-A1              |                 | Maximilian Günther | 1:15.219  |              |              |  |  |        |        |
|  |                    | Taylor Barnard  | 1:15.396           |           |              |              |  |  |        |        |
|  | Mitch Evans        | Taylor Barnard  | 1:15.396           | 1:15.574  |              |              |  |  |        |        |
|  | Mitch Evans        |                 | H1-H2              | 1:15.574  |              |              |  |  |        |        |
|  | Taylor Barnard     | 1:15.560        |                    |           |              |              |  |  |        |        |
|  | Taylor Barnard     | 1:15.560        | Maximilian Günther | 1:14.911  |              |              |  |  |        |        |
|  | B3-B2              |                 | Maximilian Günther | 1:14.911  |              |              |  |  |        |        |
|  |                    | Pascal Wehrlein | 1:15.197           |           |              |              |  |  |        |        |
|  | Pascal Wehrlein    | Pascal Wehrlein | 1:15.197           | 1:15.380  |              |              |  |  |        |        |
|  | Pascal Wehrlein    | K3-K4           |                    | 1:15.380  |              |              |  |  |        |        |
|  | Jake Hughes        | 1:16.352        |                    |           |              |              |  |  |        |        |
|  | Jake Hughes        | 1:16.352        | Pascal Wehrlein    | 1:14.999  |              |              |  |  |        |        |
|  | B4-B1              |                 | Pascal Wehrlein    | 1:14.999  |              |              |  |  |        |        |
|  |                    | Oliver Rowland  | 1:15.058           |           |              |              |  |  |        |        |
|  | Dan Ticktum        | Oliver Rowland  | 1:15.058           | Geen tijd |              |              |  |  |        |        |
|  | Dan Ticktum        |                 |                    | Geen tijd |              |              |  |  |        |        |
|  | Oliver Rowland     | 1:15.371        |                    |           |              |              |  |  |        |        |
|  | Oliver Rowland     | 1:15.371        |                    |           |              |              |  |  |        |        |

#### Startopstelling
| Pos | No | Coureur                | Team               |
| --- | -- | ---------------------- | ------------------ |
| 1   | 7  | Maximilian Günther     | DS                 |
| 2   | 1  | Pascal Wehrlein        | Porsche            |
| 3   | 23 | Oliver Rowland         | Nissan             |
| 4   | 5  | Taylor Barnard         | McLaren-Nissan     |
| 5   | 9  | Mitch Evans            | Jaguar             |
| 6   | 21 | Nyck de Vries          | Mahindra           |
| 7   | 55 | Jake Hughes            | Maserati           |
| 8   | 33 | Dan Ticktum            | Cupra Kiro-Porsche |
| 9   | 37 | Nick Cassidy           | Jaguar             |
| 10  | 25 | Jean-Éric Vergne       | DS                 |
| 11  | 8  | Sam Bird               | McLaren-Nissan     |
| 12  | 17 | Norman Nato            | Nissan             |
| 13  | 13 | António Félix da Costa | Porsche            |
| 14  | 2  | Stoffel Vandoorne      | Maserati           |
| 15  | 51 | Nico Müller            | Andretti-Porsche   |
| 16  | 27 | Jake Dennis            | Andretti-Porsche   |
| 17  | 16 | Sébastien Buemi        | Envision-Jaguar    |
| 18  | 3  | David Beckmann         | Cupra Kiro-Porsche |
| 19  | 4  | Robin Frijns           | Envision-Jaguar    |
| 20  | 22 | Zane Maloney           | Lola-Yamaha-ABT    |
| 21  | 11 | Lucas di Grassi        | Lola-Yamaha-ABT    |
| 22  | 48 | Edoardo Mortara        | Mahindra           |

### Race
| Pos | No | Coureur                | Team               | Rondes | Tijd/Oorzaak uitval | Grid | Punten |
| --- | -- | ---------------------- | ------------------ | ------ | ------------------- | ---- | ------ |
| 1   | 7  | Maximilian Günther     | DS                 | 31     | 43:35.339           | 1    | 29     |
| 2   | 23 | Oliver Rowland         | Nissan             | 31     | +0.864              | 3    | 18     |
| 3   | 5  | Taylor Barnard         | McLaren-Nissan     | 31     | +1.153              | 4    | 15     |
| 4   | 21 | Nyck de Vries          | Mahindra           | 31     | +1.448              | 6    | 12     |
| 5   | 55 | Jake Hughes            | Maserati           | 31     | +2.965              | 7    | 10     |
| 6   | 25 | Jean-Éric Vergne       | DS                 | 31     | +10.172             | 10   | 8      |
| 7   | 48 | Edoardo Mortara        | Mahindra           | 31     | +11.312             | 22   | 6      |
| 8   | 8  | Sam Bird               | McLaren-Nissan     | 31     | +11.751             | 11   | 4      |
| 9   | 13 | António Félix da Costa | Porsche            | 31     | +12.332             | 13   | 2      |
| 10  | 2  | Stoffel Vandoorne      | Maserati           | 31     | +13.141             | 14   | 1      |
| 11  | 37 | Nick Cassidy           | Jaguar             | 31     | +14.625             | 9    |        |
| 12  | 16 | Sébastien Buemi        | Envision-Jaguar    | 31     | +16.807             | 17   |        |
| 13  | 4  | Robin Frijns           | Envision-Jaguar    | 31     | +17.768             | 19   |        |
| 14  | 3  | David Beckmann         | Cupra Kiro-Porsche | 31     | +20.710             | 18   |        |
| 15  | 1  | Pascal Wehrlein        | Porsche            | 31     | +32.522             | 2    |        |
| 16  | 22 | Zane Maloney           | Lola-Yamaha-ABT    | 31     | +42.713             | 20   |        |
| 17  | 17 | Norman Nato            | Nissan             | 31     | +49.012             | 21   |        |
| 18  | 33 | Dan Ticktum            | Cupra Kiro-Porsche | 31     | +1:14.128           | 8    |        |
| 19  | 9  | Mitch Evans            | Jaguar             | 30     | +1 ronde            | 5    |        |
| DNF | 27 | Jake Dennis            | Andretti-Porsche   | 30     | Aandrijving         | 16   |        |
| DNF | 51 | Nico Müller            | Andretti-Porsche   | 0      | Schade ongeluk      | 15   |        |
| DSQ | 11 | Lucas di Grassi        | Lola-Yamaha-ABT    | 31     | Gediskwalificeerd   | 21   |        |

## Race 2

### Kwalificatie

#### Groepsfase
De top vier uit iedere groep kwalificeerde zich voor de knockoutfase.
Groep A
| Pos | No | Coureur            | Team               | Tijd     |
| --- | -- | ------------------ | ------------------ | -------- |
| 1   | 23 | Oliver Rowland     | Nissan             | 1:17.115 |
| 2   | 7  | Maximilian Günther | DS                 | 1:17.194 |
| 3   | 8  | Sam Bird           | McLaren-Nissan     | 1:17.196 |
| 4   | 33 | Dan Ticktum        | Cupra Kiro-Porsche | 1:17.240 |
| 5   | 3  | David Beckmann     | Cupra Kiro-Porsche | 1:17.267 |
| 6   | 1  | Pascal Wehrlein    | Porsche            | 1:17.298 |
| 7   | 9  | Mitch Evans        | Jaguar             | 1:17.300 |
| 8   | 37 | Nick Cassidy       | Jaguar             | 1:17.479 |
| 9   | 27 | Jake Dennis        | Andretti-Porsche   | 1:17.481 |
| 10  | 22 | Zane Maloney       | Lola-Yamaha-ABT    | 1:18.246 |
| DSQ | 2  | Stoffel Vandoorne  | Maserati           | 1:17.020 |

Groep B
| Pos | No | Coureur                | Team             | Tijd     |
| --- | -- | ---------------------- | ---------------- | -------- |
| 1   | 5  | Taylor Barnard         | McLaren-Nissan   | 1:16.922 |
| 2   | 55 | Jake Hughes            | Maserati         | 1:16.990 |
| 3   | 48 | Edoardo Mortara        | Mahindra         | 1:17.028 |
| 4   | 13 | António Félix da Costa | Porsche          | 1:17.068 |
| 5   | 21 | Nyck de Vries          | Mahindra         | 1:17.156 |
| 6   | 17 | Norman Nato            | Nissan           | 1:17.189 |
| 7   | 25 | Jean-Éric Vergne       | DS               | 1:17.237 |
| 8   | 4  | Robin Frijns           | Envision-Jaguar  | 1:17.482 |
| 9   | 11 | Lucas di Grassi        | Lola-Yamaha-ABT  | 1:17.668 |
| 10  | 16 | Sébastien Buemi        | Envision-Jaguar  | 1:17.686 |
| 11  | 51 | Nico Müller            | Andretti-Porsche | 1:17.798 |

#### Knockoutfase
De combinatie letter/cijfer staat voor de groep waarin de betreffende coureur uitkwam en de positie die hij in deze groep behaalde.
|  | Kwartfinale            | Kwartfinale       |                |          | Halve finale | Halve finale |  |  | Finale | Finale |
|  |                        |                   |                |          |              |              |  |  |        |        |
|  |                        |                   |                |          |              |              |  |  |        |        |
|  | A3-A2                  |                   |                |          |              |              |  |  |        |        |
|  |                        |                   |                |          |              |              |  |  |        |        |
|  | Maximilian Günther     | 1:15.402          |                |          |              |              |  |  |        |        |
|  | Maximilian Günther     | 1:15.402          | K1-K2          |          |              |              |  |  |        |        |
|  | Oliver Rowland         | 1:15.122          |                |          |              |              |  |  |        |        |
|  | Oliver Rowland         | 1:15.122          | Oliver Rowland | 1:15.071 |              |              |  |  |        |        |
|  | A4-A1                  |                   | Oliver Rowland | 1:15.071 |              |              |  |  |        |        |
|  |                        | Stoffel Vandoorne | 1:15.247       |          |              |              |  |  |        |        |
|  | Sam Bird               | Stoffel Vandoorne | 1:15.247       | 1:15.418 |              |              |  |  |        |        |
|  | Sam Bird               |                   | H1-H2          | 1:15.418 |              |              |  |  |        |        |
|  | Stoffel Vandoorne      | 1:15.336          |                |          |              |              |  |  |        |        |
|  | Stoffel Vandoorne      | 1:15.336          | Oliver Rowland | 1:15.243 |              |              |  |  |        |        |
|  | B3-B2                  |                   | Oliver Rowland | 1:15.243 |              |              |  |  |        |        |
|  |                        | Taylor Barnard    | 1:14.804       |          |              |              |  |  |        |        |
|  | Edoardo Mortara        | Taylor Barnard    | 1:14.804       | 1:15.392 |              |              |  |  |        |        |
|  | Edoardo Mortara        | K3-K4             |                | 1:15.392 |              |              |  |  |        |        |
|  | Jake Hughes            | 1:15.384          |                |          |              |              |  |  |        |        |
|  | Jake Hughes            | 1:15.384          | Jake Hughes    | 1:15.460 |              |              |  |  |        |        |
|  | B4-B1                  |                   | Jake Hughes    | 1:15.460 |              |              |  |  |        |        |
|  |                        | Taylor Barnard    | 1:15.029       |          |              |              |  |  |        |        |
|  | António Félix da Costa | Taylor Barnard    | 1:15.029       | 1:15.067 |              |              |  |  |        |        |
|  | António Félix da Costa |                   |                | 1:15.067 |              |              |  |  |        |        |
|  | Taylor Barnard         | 1:14.840          |                |          |              |              |  |  |        |        |
|  | Taylor Barnard         | 1:14.840          |                |          |              |              |  |  |        |        |

#### Startopstelling
| Pos | No | Coureur                | Team               |
| --- | -- | ---------------------- | ------------------ |
| 1   | 5  | Taylor Barnard         | McLaren-Nissan     |
| 2   | 23 | Oliver Rowland         | Nissan             |
| 3   | 55 | Jake Hughes            | Maserati           |
| 4   | 13 | António Félix da Costa | Porsche            |
| 5   | 48 | Edoardo Mortara        | Mahindra           |
| 6   | 7  | Maximilian Günther     | DS                 |
| 7   | 8  | Sam Bird               | McLaren-Nissan     |
| 8   | 21 | Nyck de Vries          | Mahindra           |
| 9   | 33 | Dan Ticktum            | Cupra Kiro-Porsche |
| 10  | 17 | Norman Nato            | Nissan             |
| 11  | 3  | David Beckmann         | Cupra Kiro-Porsche |
| 12  | 25 | Jean-Éric Vergne       | DS                 |
| 13  | 1  | Pascal Wehrlein        | Porsche            |
| 14  | 4  | Robin Frijns           | Envision-Jaguar    |
| 15  | 9  | Mitch Evans            | Jaguar             |
| 16  | 11 | Lucas di Grassi        | Lola-Yamaha-ABT    |
| 17  | 37 | Nick Cassidy           | Jaguar             |
| 18  | 16 | Sébastien Buemi        | Envision-Jaguar    |
| 19  | 27 | Jake Dennis            | Andretti-Porsche   |
| 20  | 22 | Zane Maloney           | Lola-Yamaha-ABT    |
| 21  | 51 | Nico Müller            | Andretti-Porsche   |
| 22  | 2  | Stoffel Vandoorne      | Maserati           |

### Race
| Pos | No | Coureur                | Team               | Rondes | Tijd/Oorzaak uitval | Grid | Punten |
| --- | -- | ---------------------- | ------------------ | ------ | ------------------- | ---- | ------ |
| 1   | 23 | Oliver Rowland         | Nissan             | 31     | 42:45.212           | 2    | 25     |
| 2   | 5  | Taylor Barnard         | McLaren-Nissan     | 31     | +5.844              | 1    | 21     |
| 3   | 55 | Jake Hughes            | Maserati           | 31     | +6.855              | 3    | 16     |
| 4   | 27 | Jake Dennis            | Andretti-Porsche   | 31     | +7.214              | 19   | 12     |
| 5   | 37 | Nick Cassidy           | Jaguar             | 31     | +7.487              | 17   | 10     |
| 6   | 2  | Stoffel Vandoorne      | Maserati           | 31     | +8.005              | 22   | 8      |
| 7   | 25 | Jean-Éric Vergne       | DS                 | 31     | +8.409              | 12   | 6      |
| 8   | 1  | Pascal Wehrlein        | Porsche            | 31     | +11.517             | 13   | 4      |
| 9   | 33 | Dan Ticktum            | Cupra Kiro-Porsche | 31     | +14.910             | 9    | 2      |
| 10  | 48 | Edoardo Mortara        | Mahindra           | 31     | +15.964             | 5    | 1      |
| 11  | 51 | Nico Müller            | Andretti-Porsche   | 31     | +16.284             | 21   |        |
| 12  | 8  | Sam Bird               | McLaren-Nissan     | 31     | +17.179             | 7    |        |
| 13  | 21 | Nyck de Vries          | Mahindra           | 31     | +20.788             | 8    |        |
| 14  | 4  | Robin Frijns           | Envision-Jaguar    | 31     | +21.164             | 14   |        |
| 15  | 17 | Norman Nato            | Nissan             | 31     | +21.511             | 10   |        |
| 16  | 11 | Lucas di Grassi        | Lola-Yamaha-ABT    | 31     | +22.961             | 16   |        |
| 17  | 3  | David Beckmann         | Cupra Kiro-Porsche | 31     | +31.035             | 11   |        |
| 18  | 22 | Zane Maloney           | Lola-Yamaha-ABT    | 31     | +1:14.502           | 20   |        |
| 19  | 16 | Sébastien Buemi        | Envision-Jaguar    | 31     | +1:18.601           | 18   |        |
| DNF | 9  | Mitch Evans            | Jaguar             | 22     | Aandrijving         | 15   |        |
| DNF | 13 | António Félix da Costa | Porsche            | 1      | Schade ongeluk      | 4    |        |
| DNF | 7  | Maximilian Günther     | DS                 | 0      | Ongeluk             | 6    |        |

## Tussenstanden wereldkampioenschap

### Coureurs
| Positie | No. | Rijder                 | Team             | Punten |
| ------- | --- | ---------------------- | ---------------- | ------ |
| 01      | 23  | Oliver Rowland         | Nissan           | 68     |
| 02      | 5   | Taylor Barnard         | McLaren-Nissan   | 51     |
| 03      | 13  | António Félix da Costa | Porsche          | 39     |
| 04      | 7   | Maximilian Günther     | Mahindra         | 37     |
| 05      | 55  | Jake Hughes            | Maserati         | 27     |
| 06      | 25  | Jean-Éric Vergne       | DS               | 26     |
| 07      | 9   | Mitch Evans            | Jaguar           | 25     |
| 08      | 1   | Pascal Wehrlein        | Porsche          | 25     |
| 09      | 27  | Jake Dennis            | Andretti-Porsche | 25     |
| 10      | 21  | Nyck de Vries          | Mahindra         | 24     |

### Teams
| Positie | Team               | Punten |
| ------- | ------------------ | ------ |
| 01      | Nissan             | 68     |
| 02      | McLaren-Nissan     | 67     |
| 03      | Porsche            | 64     |
| 04      | DS                 | 63     |
| 05      | Maserati           | 43     |
| 06      | Mahindra           | 41     |
| 07      | Jaguar             | 35     |
| 08      | Andretti-Porsche   | 27     |
| 09      | Envision-Jaguar    | 06     |
| 10      | Cupra Kiro-Porsche | 06     |

### Constructeurs
| Pos. | Constructeur | Punten |
| ---- | ------------ | ------ |
| 01   | Nissan       | 130    |
| 02   | Stellantis   | 83     |
| 03   | Porsche      | 80     |
| 04   | Jaguar       | 58     |
| 05   | Mahindra     | 52     |
| 06   | Lola-Yamaha  | 01     |